# Kardama
En la mitología hindú, Kardama es el nombre de un sabio, esposo de Devájuti y padre de Kapilá, una encarnación del dios Visnú.

## Nombre sánscrito
- kardama, en el sistema AITS (alfabeto internacional para la transliteración del sánscrito).
- कर्दम, en escritura devanagari del sánscrito.
- Pronunciación: /kardáma/.[1]
- Etimología:[1]
- ‘barro, lodo, cieno, barro, suciedad’;
- el sabio Kardama, ‘cubierto de tierra’;
- ‘sombra’ (en algún Veda, según el Brahma-purana);
- el sabio Kardama, nacido de la ‘sombra’ del dios Brahmá. Según el Majábharata.

## Kardama y el río Sárasuati
Kardama realizó tapas (austeridad) durante diez mil años.
Algunos siglos después del secamiento del río Sárasuati, esta desaparición se le atribuía al calor generado por el sacrificio de Kardama.
Los paleocanales en el ancho lecho del río Ghaggar sugieren que el río fluyó alguna vez lleno de agua durante el derretimiento de los grandes glaciares del Himalaya a fines de la última Edad de Hielo, hacia el 8000 a. C., y que luego corría irrigando toda la región, en el cauce actualmente seco del río Hakra, para desembocar posiblemente en el Rann de Kutch.
Se supone que el río Sárasuati se secó debido a que sus dos afluentes principales fueron capturados por el sistema del Indo y del Iamuna. Más tarde, además, se puede haber secado debido a la deforestación y el sobrepastoreo, que ayudó a erosionar los suelos. Algunos autores creen que este proceso puede haber ocurrido hacia el año 1900 a. C.
Se han encontrado sitios arqueológicos de la cultura de la cerámica gris pintada (hacia el 1000 a. C.) en el lecho y no en las orillas del río Ghaggar-Hakra, lo que sugiere que ese río se había secado antes de este período.

## Visnú como hijo de Kardama
El dios Visnú se sintió impresionado por las austeridades del sabio y le dio como regalo nacer él mismo como hijo de Kardama.
Kardama entonces abandonó la selva y creó un vímana (nave aérea) con forma de palacio de varios pisos de altura, que flotaba en el aire y estaba decorado con hermosas joyas y lleno de habitaciones. Allí Kardama y su esposa Devá Juti vivieron durante cien años.
Tuvieron nueve hijas y casaron a cada una con un sabio:
- Kala, casada con Márichi
- Anasuia, con Atri
- Srada, con Anguiras
- Havirbu, con Pulastia
- Gati, con Pulaja
- Kríia, con Kratu
- Kiati, con Bhrigu
- Arundati, con Vasista
- Shanti con Átharva.

Entonces, el dios Visnú se encarnó como su hijo y fue nombrado Kapilá. Inmediatamente después, Kardama abandonó a su esposa para convertirse en ermitaño.

## En el «Bhágavata-purana»
Kardama es mencionado varias veces en el libro Bhágavata-purana (siglo XI d. C.):
- 2.7.3 (el prayápati llamado Kardama)
- 3.24.9
- 4.1.12 (kardama-sutā, las hijas de Kardama)
- 4.1.13 (kardama-ātmajā, queridas hijas de Kardama)
- 4.1.46-47[5]